# Толстоголовка актеон
Толстоголовка актеон (лат. Thymelicus acteon) — бабочка семейства толстоголовок.

## Этимология названия
Актеон (греческая мифология) - сын Аристея и Автонои, юноша, нарушивший покой богини Артемиды. Разгневанная богиня превратила Актеона в оленя, и его растерзали собственные собаки.

## Ареал и местообитание
Южная и Центральная Европа, Малая Азия, Средний Восток, Северо-западная Африка, Канарские острова.
В Великобритании локальные популяции в Дорсете. В Восточной Европе вид встречается в Словакии, Венгрии и Румынии. В Беларуси встречается только на юге страны, на территории Припятского заповедника, где он был впервые обнаружен в 1990-е года. Встречается на всей территории Польши. На Украине вид известен по малочисленным находкам на территории Волыни, Черновицкой области, Днестровского каньона, юго-восточной части Предкарпатья. На территории России достоверных находок вида нет (хотя вид приводился для Саратовской области, Башкортостана и Воронежской области).
Бабочки населяют опушки леса, лесные поляны, обочины дорог в сосновых лесах, растущих на песчаных почвах. Имеются сообщения об обитании на сухих луговых участках меловых степей. В Армении вид населяет увлажнённые горные ландшафты на южных засушливых солончаковых склонах на высоте около 1500 м.н.у.м.

## Биология

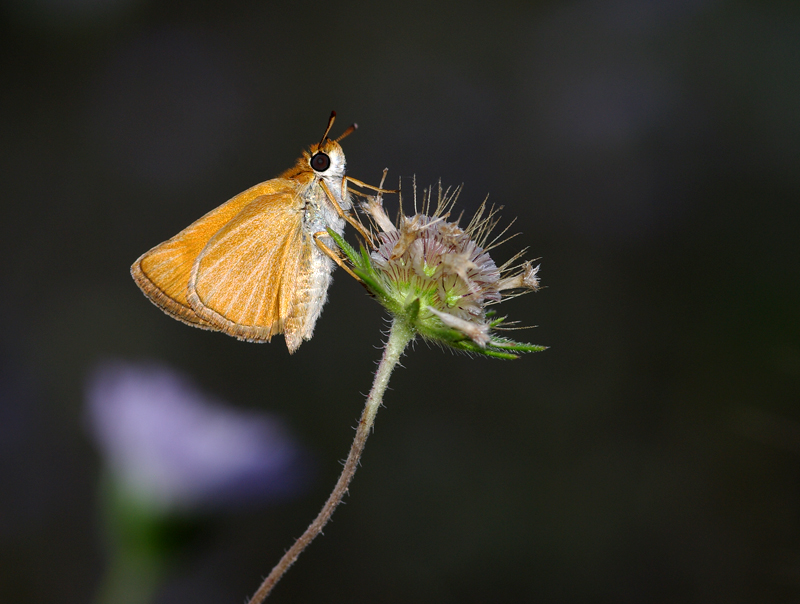

Бабочки развиваются в одном поколении. Время лёта с начала июля по начало августа. После спаривания самка откладывает по одному яйцу на засохшие листья кормовых растений. Гусеница живёт и зимует в свернутом листе злаков, где и окукливается.
Кормовые растения гусениц - различные злаки: пырей ползучий, житняк, райграс высокий, коротконожка перистая, коротконожка лесная, коротконожка, костер, вейник наземный, мятлик однолетний.